# Crotalus viridis
Crotalus viridis es una especie de serpiente venenosa nativa del oeste de Estados Unidos, suroeste de Canadá, y norte de México. En la actualidad, dos subespecies son reconocidas (véase más abajo).

## Descripción
Esta especie crece hasta 1 m de longitud, siendo su máxima longitud registrada de 1,52 m (Klauber, 1937). En Montana, los especímenes ocasionalmente superan los 12 dm de longitud. Klauber (1972) menciona que la especie alcanza su máximo tamaño en esta región. Una de sus características típicas es la de la presencia de tres o más (normalmente cuatro) escamas internasales.

## Identificación
Las características que permiten la identificación varían dependiendo de cual subespecie se encuentre. Generalmente, las serpientes de cascabel del oeste (u occidentales) tienen colores claros con varias tonalidades de café. Manchas de color café más obscuro son comúnmente visibles en un patrón dorsal. Una banda de color puede estar presente detrás del ojo. El grupo de los cascabeles del oeste tiene una cabeza de característica forma triangular y los órganos sensoriales a cada lado de la cabeza. Una característica clave, que permite distinguir las cascabeles del oeste de otras cascabel, es la presencia de dos escamas internasales en contacto con la rostral.

## Hábitat
Las características del hábitat varían dependiendo de la subespecie y su área. Generalmente, las cascabeles del oeste ocupan áreas con presa abundante. Muchas subespecies ocupan zonas rocosas con salientes que sirven como guaridas. También es común que ocupen las habitaciones de otros animales. Parecen preferir zonas secas con poca vegetación. Las cascabeles de las praderas también pueden ser encontradas cerca de pantanos, estanques o cerca del agua.

## Dieta
Las cascabeles del oeste, debido a su amplia distribución, tienen una gama variada de presas.  Generalmente, esta especie prefiere pequeños mamíferos tales como ardilla de tierra, ratón, conejo, perrillo de las praderas. Ocasionalmente se alimenta de anfibios o reptiles, observándose más comúnmente en serpientes jóvenes.

## Reproducción
La cascabel del oeste es vivípara y puede producir de 1 a 25 crías por evento reproductivo. El promedio de crías va de 4 a 12 pero varía mucho por la disponibilidad de alimento y otras condiciones ambientales. Hembras de la cascabel no necesariamente criarán cada año.  Es común que las hembras den a luz en guaridas comunes. La cría nace entre agosto y octubre.

## Comportamiento
Las cascabeles del oeste permanecen activas normalmente durante el día durante tiempo frío y de noche en tiempo caliente. C. viridis.  La especie posee un veneno poderoso y se defenderá si se le amenaza o hiere. Al igual que otras especies de cascabel, vibrara su cola que producirá un sonido característico para advertir a los intrusos, a menos que esté conservando el calor y se enrosque sobre su cascabel.

## Rango geográfico
Se le encuentra en América del Norte en gran parte de las planicies, desde el sur de Canadá siguiendo hacia el sur a través de los Estados Unidos hasta el norte de México. En Canadá aparece en Columbia Británica, Alberta y Saskatchewan; en EE. UU. en el este de Idaho, Montana, Dakota del Norte, Dakota del Sur, Wyoming, Nebraska, Colorado, Kansas, Oklahoma, Texas, Nuevo México, el extremo este de Arizona; en México en el norte de Coahuila y norte de Chihuahua. Su rango vertical va desde los 100 m cerca del Río Bravo hasta más de 2,775 m de altura en Wyoming.
Wright y Wright (1957) y Klauber (1997) mencionan Utah dentro del rango de la especie, incluyendo mapas mostrándola confinada al extremo sureste del estado.
La localidad tipo se describe como "valle del alto Misuri" (EE. UU.). Una enmienda se propuso por Smith y Taylor (1950) ("Gross, Condado de Boyd (Nebraska).")

## Nombres comunes
- cascabel de las praderas,[3] cascabel del oeste,[10] cascabel de las planicies,[8], cascabel negro, cascabel común, gran cascabel de la pradera, cascabel de la gran meseta, cascabel manchada, cascabel del pacífico occidental.

## Estado de Conservación
La especia está clasificada como del menor riesgo (LC) por la IUCN Red List of Threatened Species (v3.1, 2001). Las especies se enlistan como tales debido a su amplia distribución, cuando se presume una elevada población, o debido a que es poco probable que su población disminuya rápidamente como para calificar en una categoría más amenazada. La tendencia de la población es estable.

## Subespecies
| Subespecies   | Autor del Taxon    | Nombre Común           | Rango Geográfico |
| ------------- | ------------------ | ---------------------- | --- |
| C. v. nuntius | Klauber, 1935      | Cascabel Hopi          | En Estados Unidos desde el noreste y norte-centro de Arizona, desde la frontera con Nuevo México hasta Cateract Creek, incluyendo la cuenca del Río Pequeño Colorado, el sur de la reservación Indígena Apache, la Reserva Hopi, y la Meseta Coconino desde el borde sur del Gran Cañón hasta la U.S. Highway 66 al sur. |
| C. v. viridis | (Rafinesque, 1818) | Cascabel de la pradera | En las grandes planicies de América del Norte desde las Montanas Rocallosas hasta la longitud 96° Oeste. y desde el sur de Canadá al extremo norte de México, incluyendo el suroeste de Saskatchewan, sureste de Alberta, Idaho en el valle de Lemhi, Montana al este de las altas Montañas Rocallosas, suroeste de Dakota del Norte, oeste, centro y extremo sureste de Dakota del Sur, Iowa occidental, centro y oeste de Nebraska, Wyoming excepto por las Rocosas, Colorado, centro y oeste de Kansas, Oklahoma, extremo sureste de Utah, noreste de Arizona, Nuevo México, este y suroeste de Texas, noreste de Sonora, norte de Chihuahua, y norte de Coahuila. |

## Taxonomía
La historia taxonómica de la especie es compleja. Anteriormente, se reconocían otras siete especies de C. viridis, incluyendo abyssus, caliginis, cerberus, concolor, helleri, lutosus y oreganus. Sin embargo, en el 2001 Ashton y de Queiroz publicaron un estudio detallando su análisis de la variación del DNA mitocondrial entre las diversas subespecies. Sus resultados coincidieron ampliamente con aquellos de Pook et al. (2000). Dos clados principales fueron identificados, al este y oeste de las Montañas Rocallosas, los cuales, ellos alegaron, pertenecían a dos especies diferentes: por un lado C. viridis, incluyendo la subespecie convencional viridis y nuntius, y por otra parte C. oreganus, incluyendo todas las otras subespecies tradicionales de C. viridis. Los autores retuvieron los nombres de las subespecies tradicionales, pero enfatizaron que se requería más trabajo en la sistematización de C. oreganus.